# Sosane bathyalis
Sosane bathyalis är en ringmaskart som först beskrevs av Holthe 1986.  Sosane bathyalis ingår i släktet Sosane och familjen Ampharetidae. Inga underarter finns listade i Catalogue of Life.